# Kemi älv
Kemi älv (fi. Kemijoki) är Finlands längsta älv med cirka 500 km - tillsammans med biflödet Kitinen 600 km. Medelflödet vid mynningen uppgår till 550 m³/s och avrinningsområdet är 51 400 km². Kemi älv börjar sitt lopp vid statsgränsen mot Ryssland cirka 100 km söder om Enare träsk. Den rinner ut i den nordligaste delen av Bottenviken vid staden Kemi, endast cirka 3 mil från Torneälvens utlopp.
Den största bifloden till Kemi älv är högerbifloden Ounasjoki som rinner upp i Ounasjärvi, nära Enontekis, cirka 3 mil söder om statsgränsen mot Norge och cirka 6 mil SO om Kautokeino. Kitinen ansluter från höger vid Pelkosenniemi.
Kemi älv var tidigare gräns mellan Västerbotten och Österbotten, varför de svenska förhandlarna i Fredrikshamn 1809 försökte få den nya gränsen mot Ryssland att gå här i stället för längs Kalixälven som ryssarna krävde. Kompromissen blev Torneälven/Muonioälven.